# Niccolò Taccoli
Niccolò Taccoli (1680-1768) fue un historiador, religioso,  conde y escritor italiano.
Dejó además el cardenal Domingo Toschi memorias manuscritas que se han encontrado en la biblioteca de los Menores Observantes de Reggio, las cuales publicó Nicolás Taccoli en el tomo III, de las Memorias históricas de esta ciudad impresas en Carpi en 1769 (cita sacada de la obra Biografía eclesiástica completa:...., Madrid, 1868, director Basilio Sebastián Castellanos de Losada)

## Biografía
Taccoli nació en Reggio Emilia el 22 de marzo de 1690 y falleció en julio de 1768, y era hijo del conde Achille y Camilla Tassoni, y abrazó el estado eclesiástico y devino prior de la iglesia de San Santiago el Mayor, y seducido por su antigua nobleza y poco satisfecho de la genealogía publicada en Roma por Benedetto Bacchini (1651-1721), literato y benedictino de Parma, estudia con un ardor infatigable archivos públicos y privados, libros, manuscritos y toda la información posible sobre su familia.
Taccoli dejó un libro como respuesta al Padre Bacchini o apéndice correlativo a la descendencia Taccoli, un enunciativo de la descendencia Taccoli, y estas profundas investigaciones las realizó con la única intención de probar la ancianidad y linaje de su familia, y también dejó una historia de Reggio.

## Obra
- Appendici tre correlative alla discendeza Taccoli, 1727, in-4º.
- Registro delle scriture autentiche scritte en pergamina...cominciato 14 di maggio da me conte Niccola Taccoli, 1733.
- Compendio delle diramazioni o sieno discendenze dei Taccoli, con alcune memorie istoriche piu rimarcabili della citta di Reggio, Reggio, 1742.
- Memorie storiche della citta di Reggio, Parma, 1748.
- Enunciative della discendenza Taccoli, Parma, 1752.